# Теја (музичарка)
Теодора Шпирић, познатија као Теја  (стилизовано TEYA, раније позната и као Теа Дивај; енгл. Thea Devy), је аустријска певачица.
Најпознатија је по томе што је представљала Аустрију са Саленом на Песми Евровизије 2023 са песмом Who The Hell Is Edgar?, заузевши 15. место. Ауторка је песме Wasted Love заједно са Јоханесом Пијечом и Томасом Турнером, која је представљајући Аустрију победила на Песми Евровизије 2025. у извођењу Пијача, под пеудонимом ЈЈ.

## Биографија
Теја је рођена у Бечу, у Аустрији, од српских родитеља, који јој дају име Теодора. Део детињства је провела у Кладову, након чега се њена породица вратила у Беч. Теја студира енглески и немачки језик на Бечком универзитету.
Прва музичка искуства је стекла у оркестру гимназијског џез оркестра, а потом на музичкој сцени у Broadway Company. Иако је имала многа интересовања, рано је одлучила да се посвети музици. Прве песму написала је 2017. године, а већ следеће године је започела сарадњу са аустријским продуцентима и снимила је своју песму Waiting For. Исте године сарађивала је са аустријском дискографском кућом I.B.Music & Production. Године 2019. је започела са радом у Швајцарској са Кејт Нортроп и продуцентом Пелеом Лорианом. Такође је учествовала у пројекту Beyond Music.
Крајем 2019. је пријавила своју песму Judgement Day за аустријски избор за Песму Евровизије 2020. Аустријска национална телевизија (ОРФ) ју је изабрала у ужи избор, али су за представника Аустрије ипак изабрали певача Винсента Буена. Након тога она своју песму пријављује на Беовизију 2020. под називом Судњи дан. Песму су на српски језик превели њени родитељи Александра и Петар. Дана 9. јануара 2020. је објављено да ће бити учесница, а касније је објављено да ће учествовати у првом полуфиналу. Пласирала се у финале у којем је била 10. од 12 песама са 4 освојена бода.
Године 2021. била је учесник пете сезоне аустријског такмичења „Starmania” под својим правим именом, Теодора Шпирић. Од 1.700 пријављених кандидата на конкурс, Теодора је изабрана као један од укупно 64 такмичара. Такмичење је почело 26. фебруара 2021. године квалификационим рундама, а Теодора је учествовала 19. марта у четвртој квалификационој емисији. Тада је извела песму Ain’t No Mountain High Enough од Марвина Геја. Пошто је прошла квалификациону рунду, 9. априла је наступила у другом полуфиналу са песмом Walking in Memphis од Марк Кона и успела да се пласира у финалне емисије. У првој финалној емисији од 16 кандидата, прошло је осморо. Теодора је певала песму Tell Me You Love Me од Деми Ловато и даље се пласирала у другу финалну емисију у којој су такмичари певали у паровима, при чему је публика одлучивала ко иде даље. У другој финалној емисији, одржаној 23. априла, Теодора се са песмом Your Song од Рите Оре такмичила у дуелу против такмичарке Лауре Кожул, међутим гласовима ТВ гледалаца даље је прошла Лаура. Теодора није успела да се пласира у финале емисије, али се нашла међу осам најбољих на такмичењу.
Крајем 2021. године хрватски певач Нински објавио је поп сингл Runaway (Stay) са Теодором. То је уједно и први пут да се представила под својим новим уметничким именом — Teya.
Дана 31. јануара 2022. објављено је да ће Теја заједно са Саленом представљати Аустрију на Песми Евровизије 2023. Песма је представљена 8. марта 2023. Наступиле су у другом полуфиналу, те успеле да прођу у финале. У финалу су наступиле прве, и заузеле су 15. место.
Након Евровизије 2023. наставила је објављивати песме у дуету са Саленом, те су до краја године објавиле синглове Bye, Bye, Bye и Ho Ho Ho.
Ко-ауторка је песме Wasted Love која је однела победу на Песми Евровизије 2025. у извођењу JJ-ја за Аустрију. Такође је била ко-ауторка песме Heaven Sent која је завршила друга на малтешком избору за Евровизију 2025.
Њени вокали су на песми Bite Marks за League of Legends која је објављена 7. јануара 2025, која (закључно са мајем 2025) има 175 милиона прегледа.

## Дискографија

### Синглови

#### Као главни вокал
| Waiting For                                                                        | 2018. | — | —  | —  | —  | —  | —  | —  | синглови без албума       |
| What Christmas Is About                                                            | 2018. | — | —  | —  | —  | —  | —  | —  | синглови без албума       |
| Collide                                                                            | 2018. | — | —  | —  | —  | —  | —  | —  | синглови без албума       |
| Судњи дан                                                                          | 2020. | — | —  | —  | —  | —  | —  | —  | синглови без албума       |
| Runaway (Stay) (feat. Нински)                                                      | 2021. | — | —  | —  | —  | —  | —  | —  | синглови без албума       |
| Ex Me                                                                              | 2022. | — | —  | —  | —  | —  | —  | —  | синглови без албума       |
| Mirror Mirror (са )                                                                | 2022. | — | —  | —  | —  | —  | —  | —  | синглови без албума       |
| Criminal (with Bermuda and DJ Spicy)                                               | 2022. | — | —  | —  | —  | —  | —  | —  | синглови без албума       |
| Who the Hell Is Edgar? (са Саленом)                                                | 2023. | 4 | 20 | 39 | 67 | 10 | 79 | 48 | Ho Ho Ho                  |
| Making Grown Men Cry (са )                                                         | 2023. | — | —  | —  | —  | —  | —  | —  | синглови без албума       |
| Bye Bye Bye (са Саленом)                                                           | 2023. | — | —  | —  | —  | —  | —  | —  | Ho Ho Ho                  |
| Ho Ho Ho (са Саленом)                                                              | 2023. | — | —  | —  | —  | —  | —  | —  | Ho Ho Ho                  |
| Behind The Scenes                                                                  | 2024. | — | —  | —  | —  | —  | —  | —  | Grandma on the Dancefloor |
| Hunger (са Аико)                                                                   | 2024. | — | —  | —  | —  | —  | —  | —  | Aikonic                   |
| Not Scared of Growing Old                                                          | 2024. | — | —  | —  | —  | —  | —  | —  | Grandma on the Dancefloor |
| To-Do List                                                                         | 2024. | — | —  | —  | —  | —  | —  | —  | Grandma on the Dancefloor |
| Jail                                                                               | 2024. | — | —  | —  | —  | —  | —  | —  | Grandma on the Dancefloor |
| Immigrant Child                                                                    | 2024. | — | —  | —  | —  | —  | —  | —  | Grandma on the Dancefloor |
| „—” означава сингл који се није нашао на топ-листи или није објављен у територији. |       |   |    |    |    |    |    |    |                           |

### Остало
| Песма      | Година | Албум/ЕП         |
| ---------- | ------ | ---------------- |
| Bite Marks | 2025.  | сингл без албума |